# Platsemolen (Koolskamp)
De Platsemolen is een windmolenrestant in de tot de West-Vlaamse gemeente Ardooie behorende plaats Koolskamp, gelegen aan de Molenstraat.
Deze standerdmolen fungeerde als korenmolen en oliemolen.

## Geschiedenis
Hier stond al sedert de middeleeuwen een molen, die aanvankelijk enkel als korenmolen fungeerde. Omstreeks 1453 werd een tweede molen in Koolskamp door de Gentenaars in brand gestoken en toen bleef de Platsemolen als enige over. Vanaf 1636 zijn de namen van de molenaars bekend. De eigenaar van de molen was de feodale heer van het dorp (uiteindelijk de familie de Croy et Solre), maar het maalwerk was eigendom van de molenaar. Kort na 1784 heeft de toenmalige molenaar, Ivo de Mûelenaere, de molen laten ombouwen van korenmolen tot koren- en oliemolen. Daartoe werd het molenhuis op een nieuw gemetseld torenkot geplaatst.
In 1785 kwam er concurrentie voor het oliebedrijf, aangezien een andere particulier een oliewondmolen te Koolskamp oprichtte. In 1798 werd de molen door de Franse staat onteigend en verkocht, en kwam zo uiteindelijk in handen van de molenaarsfamilie de Mûelenaere.
Op 16 oktober 1918 werd de molen opgeblazen door de zich terugtrekkende Duitse troepen. Enkel de ruïne van het bakstenen torenkot, met ronde plattegrond, bleef bestaan.
- Inventaris van het Bouwkundig Erfgoed (Vlaanderen): 208250